# Греч, Алексей Николаевич
Алексей Николаевич Греч (1814—1850) — русский журналист, переводчик, литератор.

## Биография
Сын писателя Н. И. Греча родился в Санкт-Петербурге 6 (18) сентября 1814 года. Окончил юридический факультет Императорского Санкт-Петербургского университета (1835) со степенью кандидата. Cлужил переводчиком в Министерстве иностранных дел (1833—1836) и в Министерстве финансов (1836—1840). Секретарь редакции «Журнала мануфактур и внутренней торговли» (1837—1840).
В 1830—1840-х годах активно сотрудничал в газете «Северная пчела», писал в частности, театральные рецензии; помогая отцу, непосредственно участвовал в редактировании газеты. Выступал как беллетрист: очерк «Невский пароход» и как переводчик с английского и французского. Наиболее известен как составитель популярной справочной книги «Весь Петербург в кармане» (1846) и 2-го её дополненное издание с планами четырёх театров (1851), сохраняющей и сегодня своё значение. Другие произведения: «Русский путеводитель за границею (Приготовление к дороге. Германия. Поездка в Париж. Железные дороги)» (1846), «Справочное место русского слова. Четыреста поправок» (1839) и второе дополненное издание (1846).
Умер в марте 1850 года в Атлантическом океане, когда плыл на корабле к месту своего лечения на острове Мадейра. Погребён в море.

## Семья
С 6 декабря 1844 года женат на дочери рижского бургомистра Георга Фридриха Тимма Эмилии Тимм (в первом браке Брюллова; 1821—02.08.1877, похоронена на лютеранском кладбище Павловска). В браке имел троих детей.